# Top 14
A Top 14 é o Campeonato Francês de Rugby criado em 1892 contando com 14 times da rugby union.

## Formato da competição
A competição é disputada entre 14 clubes profissionais de rugby de França. O campeonato começa em meados de Agosto e termina em meados de Junho do ano seguinte. Na temporada regular os clubes enfrentam-se em duas voltas, uma em casa e outra fora, totalizando 26 jogos por clube, os 2 clubes com menos pontos na fase regular, descem para o Rugby Pro D2,enquanto os quatro clubes com o maior número de pontos se qualificam para disputar a "Final 4". Os primeiros seis clubes da tabela, no ano seguinte, têm apuramento para disputar a Heineken Cup. O rugby francês tem cada vez mais espectadores por todo o mundo, não só pelo seu elevado nível de rugby, mas como também pela presença de grandes estrelas do rugby mundial.

## Equipes 2017-18
| Nome                      | Cidade                         |
| ------------------------- | ------------------------------ |
| SU Agen                   | Agen, Lot-et-Garonne           |
| Union Bordeaux Bègles     | Bordéus, Gironde               |
| CA Brive                  | Brive-la-Gaillarde, Corrèze    |
| Castres Olympique         | Castres, Tarn                  |
| ASM Clermont Auvergne     | Clermont-Ferrand, Puy-de-Dôme  |
| Lyon OU                   | Lyon, Metrópole de Lyon        |
| Montpellier Hérault rugby | Montpellier, Hérault           |
| US Oyonnax                | Oyonnax, Ain                   |
| Section Paloise           | Pau, Pirenéus Atlânticos       |
| Racing 92                 | Nanterre, Hauts-de-Seine       |
| Stade Français            | Paris                          |
| Stade Rochelais           | La Rochelle, Charente-Maritime |
| RC Toulon                 | Toulon, Var                    |
| Stade Toulousain          | Tolosa, Haute-Garonne          |

## Títulos
| Clube                 | Títulos |
| --------------------- | ------- |
| Stade Toulousain      | 19      |
| Stade Français        | 14      |
| AS Béziers            | 11      |
| SU Agen               | 8       |
| FC Lourdes            | 8       |
| Stade Bordelais UC    | 7       |
| USA Perpignan         | 7       |
| Racing Club de France | 6       |
| Biarritz Olympique    | 5       |
| Castres Olympique     | 4       |
| RC Toulon             | 4       |
| Aviron Bayonnais      | 3       |
| Section Paloise       | 3       |